# 猪子吉人
猪子 吉人（いのこ きちんど、1866年3月28日（慶応2年2月12日） - 1893年（明治26年）9月20日）は明治時代の薬理学者。医学博士。但馬豊岡藩（兵庫県）家老猪子清の次男。兄は京都帝国大学医科大学名誉教授の猪子止戈之助。

## 人物
- 1887年（明治20年）帝国大学医科大学卒[1]、1889年（明治22年）助教授。1892年（明治25年）6月医学博士の学位を授与。

- 西洋学者の後塵を拝すことをよしとせず、天産資源を研究材料とする際にも日本産毒（キノコ毒、フグ毒）、和漢薬を対象とした。

- 1887年（明治20年）から日本魚類の中で毒を持つものとして有名な河豚について高橋順太郎教授の指導を受けながら共同で化学的、薬理学的研究を推し進め、1889年（明治22年）フグ毒が生魚の体内にあること、水に解けやすいことなどから、それがタンパク質（酵素）様のものでないことを証明し、毒力表を作成した。また教授の指導のもと、欧文も含めて論文50編近くを発表。ヨーロッパで知られていない東洋産薬物の薬理を紹介して海外でも注目された。

- ドイツ留学中にベルリンで腸チフスにより客死、28歳の生涯を終えた。帰国後、薬物学第二講座の教授に就任予定だった。

## 家族
長兄の止戈之助は外科学者として京都府立医学校長、京都帝大医科大学教授を歴任した。姉のふて（ふで）は沖野忠雄の妻となる。

## 栄典
- 1891年（明治24年）12月21日 - 従七位[2]